# Cheq wong

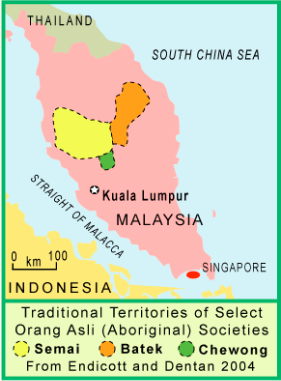
Carte ethnographique de la péninsule de Malacca montrant le territoire occupé par les Cheq Wonq (en vert)

Le cheq wong, ou encore che wong, chewong ou che’wong, est une langue austroasiatique parlée en Malaisie péninsulaire. Il compte 660 locuteurs (2003 COAC), qui habitent au sud de Semai, dans l'État de Pahang. 
On appelle encore cette langue le beri, le chuba ou le siwang.

## Classification
Le cheq wong appartient au groupe septentrional du rameau aslien de la branche môn khmer des langues austroasiatiques.